# Tom Gray
Thomas James "Tom" Gray (* 6. Januar 1945 in Minneapolis; † 25. April 2019 in Aitkin) war ein US-amerikanischer Eisschnellläufer.
Gray nahm von 1963 bis 1968 an internationalen Wettbewerben teil und belegte bei den Olympischen Winterspielen 1964 in Innsbruck den 14. Platz sowie bei den Olympischen Winterspielen 1968 in Grenoble den 21. Rang über 500 m. Zudem nahm er an zwei Weltmeisterschaften teil, wobei er im Jahr 1966 in Göteborg den 33. Platz und im Jahr 1967 in Oslo den 36. Platz im Großen Vierkampf errang. Außerdem studierte er  an der University of Minnesota und war Ende der 1960er Jahre bei der United States Air Force.

## Persönliche Bestzeiten
| Disziplin | Zeit       | Datum             | Ort      |
| --------- | ---------- | ----------------- | -------- |
| 500 m     | 39,5 s     | 26. Dezember 1963 | Rosemont |
| 1000 m    | 1:26,0 min | 21. Februar 1968  | Oslo     |
| 1500 m    | 2:13,1 min | 22. Dezember 1963 | Rosemont |